# Маронитски манастир
Маронитски манастир (енгл. Maronite Convent), такође познат као Маронитска црква, је маронитски католички манастир који се налази у улици Маронитског манастира 25, близу Јафа капије, у јерменској четврти Старог града Јерусалима.

## Историја
Маронитски манастир је подигнут 1895. године као једино маронитско место богослужења у Старом граду Јерусалима и као седиште Маронитског католичког патријаршијског егзархата Јерусалима и Палестине, заједно са званичном резиденцијом његовог надбискупа.
Комплекс, заснован на резиденцији изграђеној за британског конзула 1851. године, касније је коришћен као болница којом су управљале Кајзерсвертске ђаконице, немачка протестантска конгрегација, пре него што су је купили либански маронити почетком 1890-их.
Садржи маронитску капелу и Дом ходочасника Светог Марона (фр. Foyer de Saint Maron) који одржавају маронитске монахиње из Конгрегације „Света Тереза од Детета Исуса”, и ходочасничку организацију „Јубилеј ходочашћа у Јерусалиму” коју је 1999. године основала Маронитска црква задужена за организовање тура.